# ماهاسموند
ماهاسموند رمزها «MA» (بالإنجليزية: Mahasamund)‏ ، هو تقسيم إداري لدولة الهند تتبع ولاية تشاتيسغار (بالإنجليزية: Chhattisgarh)‏ ، مركزها هو مدينة ماهاسموند (بالإنجليزية: Mahasamund)‏ عدد سكانها حسب تعداد سنة 2001 هو 10,32,275 ، مساحتها 4,779 كم² وكثافة السكان 180 لكل كم² .